# Přebor Zlínského kraje 2004/2005
V soubojích 17. ročníku Přeboru Zlínského kraje 2004/05 (jedna ze skupin 5. fotbalové ligy) se utkalo 16 týmů každý s každým dvoukolovým systémem podzim–jaro. Tento ročník začal v sobotu 14. srpna 2004 úvodními třemi zápasy 1. kola a skončil v neděli 26. června 2005 zbývajícím zápasem odloženého 16. kola (TJ Dolní Němčí – SK Boršice 2:1).

## Nové týmy v sezoně 2004/05
- Z Divize D 2003/04 sestoupila do Přeboru Zlínského kraje mužstva ČSK Uherský Brod, FC Morkovice a SK Spartak Hulín, z Divize E 2003/04 sestoupilo mužstvo TJ Valašské Meziříčí.
- Ze skupin I. A třídy Zlínského kraje 2003/04 postoupila mužstva FC Vsetín (vítěz skupiny A) a FC RAK Provodov (vítěz skupiny B).

## Konečná tabulka
Zdroje: 
| Poř. | Tým                         | Z  | V  | R | P  | VG | OG  | B  |
| ---- | --------------------------- | -- | -- | - | -- | -- | --- | -- |
| 1.   | FC Morkovice (S)            | 30 | 23 | 3 | 4  | 60 | 15  | 72 |
| 2.   | SK Spartak Hulín (S)        | 30 | 20 | 4 | 6  | 71 | 28  | 64 |
| 3.   | TJ Spartak Hluk             | 30 | 18 | 2 | 10 | 61 | 39  | 56 |
| 4.   | ČSK Uherský Brod (S)        | 30 | 17 | 3 | 10 | 49 | 43  | 54 |
| 5.   | SFK ELKO Holešov            | 30 | 15 | 3 | 12 | 47 | 36  | 48 |
| 6.   | TJ Sokol Kateřinice         | 30 | 15 | 0 | 15 | 65 | 55  | 45 |
| 7.   | FC Viktoria Otrokovice      | 30 | 12 | 6 | 12 | 42 | 46  | 42 |
| 8.   | TJ Dolní Němčí              | 30 | 12 | 6 | 12 | 44 | 58  | 42 |
| 9.   | FK Chropyně                 | 30 | 11 | 8 | 11 | 69 | 53  | 41 |
| 10.  | FC RAK Provodov (N)         | 30 | 13 | 2 | 15 | 44 | 37  | 43 |
| 11.  | FK Dobet Ostrožská Nová Ves | 30 | 12 | 3 | 15 | 52 | 54  | 39 |
| 12.  | FC Vsetín (N)               | 30 | 11 | 6 | 13 | 45 | 52  | 39 |
| 13.  | TJ Valašské Meziříčí (S)    | 30 | 11 | 3 | 16 | 48 | 60  | 36 |
| 14.  | SK HS Hradčovice            | 30 | 11 | 1 | 18 | 43 | 56  | 34 |
| 15.  | FC Slušovice                | 30 | 7  | 6 | 17 | 33 | 57  | 27 |
| 16.  | SK Boršice                  | 30 | 2  | 2 | 26 | 28 | 116 | 8  |

Poznámky:
- Z = Odehrané zápasy; V = Vítězství; R = Remízy; P = Prohry; VG = Vstřelené góly; OG = Obdržené góly; B = Body; (S) = Mužstvo sestoupivší z vyšší soutěže; (N) = Mužstvo postoupivší z nižší soutěže (nováček)

|  | Postup do Divize D 2005/06                           |
|  | Sestup do I. A třídy Zlínského kraje – sk. A 2005/06 |
|  | Sestup do I. A třídy Zlínského kraje – sk. B 2005/06 |